# Напад на Брач јуна 1944.
На Брач је од 2. до 4. јуна 1944. извршила десантни препад главнина 26. далматинске дивизије НОВЈ заједно са ојачаним 43. одредом британских командоса,
уз подршку савезничке морнарице и ваздухопловства. Овај напад изведен је, поред општег циља узмениравања непријатеља и нарушавања система обалске одбране, са још једним актуелним циљем: у том периоду на копну је била у току операција Реселшпрунг, а напад на Брач уз концентрацију знатних морнаричких, ваздушних и копнених снага требало је да код немачке команде изазове утисак савезничког искрцавање, те тако привуче немачке трупе и олакша притисак на делове НОВЈ у западној Босни.
Брач су бранила два батаљона 738. пука ојачана деловима 668. артиљеријског пука 118. ловачке дивизије и другим јединицама. Искрцавање на Брач изведено је неопажено током ноћи 31. маја/1. јуна и 1/2. јуна. Савезничке јединице су подељене на три нападне групе, ради напада на три утврђене зоне немачке одбране. Дванаеста далматинска са савезничким командосима као западна група нападала је упориште Нережишће., северна група (батаљон Прве далматинске и батаљон Треће прекоморске бригаде) нападала је Супетар, а источна (3 батаљона Прве и два 11. далматинске) Селца и Сумартин.
У дводневним оштрим борбама савезничке снаге успеле су да освоје неке немачке отпорне тачке и одбрани нанесу губитке, али нису успели да је разбију и поразе. Током ноћи 4/5. јуна савезничке јединице бродовима су се организовано пребациле назад на Вис. У транспорту су учествовала и 44 брода морнарице НОВЈ капацитета од 60 до 450 војника.
Губици непријатеља износили су: 75 мртвих, 72 заробљена и већи број рањених. Губици Прве далматинске бригаде у свим овим борбама износили су: 14 мртвих, 81 рањених бораца и 12 несталих. Дванаеста далматинска имала је 33 погинула и 118 рањених. Остале јединице су такође имале губитака. Током борби Немци су заробили поптуковника Џека Черчила, команданта савезничких командоса.
На Брачу су настављене партизанске акције мањег обима. Током јула и августа 1944. само Дванаеста далматинска бригада извела је својим мањим деловима четири акције на Брачу. Брач је ослобођен уништењем немачке посаде од стране делова 26. дивизије у борбама од од 8. до 17. септембра 1944 (Напад НОВЈ на Брач септембра 1944.).